# Acacia polybotrya
Acacia polybotrya är en ärtväxtart som beskrevs av George Bentham. Acacia polybotrya ingår i släktet akacior, och familjen ärtväxter. Inga underarter finns listade i Catalogue of Life.